# مقاطعة دورشيستر (ماريلاند)
مقاطعة دورشيستر (بالإنجليزية: Dorchester County, Maryland)‏ هي إحدى مقاطعات ولاية ماريلاند في الولايات المتحدة. تأسست سنة 1669، بلغ عدد سكانها 32618 نسمة في عام 2010 حسب إحصاء مكتب تعداد الولايات المتحدة وتصل الكثافة السكانية فيها 22.5 نسمة/كم2.

## أعلام
- إيمرسون هارينجتون
- جون فليتشير هيرست
- هاريت توبمان
- توماس كينغ كارول
- هنري لويد
- كريستوفر هاريسون
- جون هنري

## وصلات خارجية
- www.docogonet.com
- United States Counties